# 池田大介 (編曲家)
池田 大介（いけだ だいすけ、1964年3月3日 - ）は、日本の編曲家、レコーディングディレクター、キーボーディスト。山口県出身。日本大学芸術学部卒業。ビーイング所属。場合によっては池田大輔とも表記する。

## 人物
小学生の時にピアノに出会ってから、中学、高校、大学と音楽の道を歩む。大学卒業後、アポロン音楽工業に入社するも、企画制作から営業部に異動になったことにより退社。その後、ビーイングに入社する。
主に宇徳敬子の楽曲のクレジットで登場する「池田大輔」は同一人物である。「池田大輔」はMi-Keの作品で誤植として掲載されたのが気に入り、芸名として使い始めたというエピソードがある。ポップス系のほか、ストリングスやブラスを使ったアレンジを得意とし、他のアレンジャーの作品にもストリングスアレンジやブラスアレンジとしてクレジットされることが多い。
また、2000年と2002年に行われたFIELD OF VIEWのライブ「Live Horizon Special 2000 〜fourfold colours〜」と「Live Horizon-SUPERIOR 2002 〜Gift of Memories〜」では、バックオーケストラの指揮者として参加した。その模様は、FIELD OF VIEWのライブDVD「the FIELD OF VIEW FINAL LIVE “Live Horizon-SUPERIOR 2002 〜Gift of Memories〜”」で確認することができる。
ちなみに、同じキーボーディストの大楠雄蔵（OOM）と三枝夕夏 IN dbの専属サポートミュージシャンを行っていた。最近では宇徳敬子コンサート「WOMAN」シリーズでキーボード又はピアノ演奏兼バンマスをつとめている。
1994年頃まではDEENのカップリング曲や宇徳敬子・柳原愛子といったアーティストへの編曲を中心に活動していたが、1995年に入り明石昌夫が一連のビーイングアーティストの編曲業から撤退したのと入れ替わるように、B'zやZARD、DEEN、FIELD OF VIEWのシングル表題曲を中心に活動する。B'z「LOVE PHANTOM」（1995年）やZARD「心を開いて」（1996年）、DEEN「夢であるように」（1997年）など池田の編曲した曲は1995～1998年に高セールスを上げた。同時代にビーイングを編曲面で支えた明石昌夫はInfinite-Colors TVにおけるインタビューで、池田や葉山たけしとアレンジが似ていることについて、プロデューサーが明石のアレンジを気に入り、葉山や池田にそれを聞かせ同じように編曲するようにとの指示があったとの事である。明石によると池田のシーケンサーの使い方は明石と全く同じだという。実際、明石の編曲に特徴的な低く太いベース音や2拍目のクラッシュシンバルなどは池田の編曲にも頻繁に見られ、池田の手がけた曲のギターも多くが鈴木英俊（明石の編曲に多く参加するギタリスト）によるものである点でも共通点が多い。ただ2000年頃からは作風を変え、バンドサウンド的な編曲よりも小松未歩や倉木麻衣などのGIZAアーティストに合わせたリズムパートの軽いサウンドを展開している。
また、明石は自身のアレンジは「攻め」のアレンジでデビューからブレイクするまでにはインパクトがあり良いが、それを過ぎると「うるさい」ものになると自己評価する一方、池田のアレンジをきめ細やかで人間性が出ている優しいアレンジと評し、1995年頃から池田が手がけたZARDのアレンジについては自身のアレンジよりもはるかに良いと述べている。

## 楽曲提供

### 作曲
- ELIKA「0から始まる I Love You」（編曲：小野塚晃）

### 編曲
- 愛内里菜「風のない海で抱きしめて」（AKIRAとの共同編曲）、「空気」
- 秋吉契里「無力」
- 石井卓（Jeepta）「スモーク・オン・ザ・ウォーター」（原曲：ディープ・パープル）
- 稲葉浩志
  - 「Touch」（共同）
  - 「Overture」（共同）
  - 「GO」（共同）
  - 「ファミレス午前3時」（共同）
- 岩田さゆり「時効」（鎌田真吾との共同編曲）
- 織田哲郎「SUMMER DREAM(TUBEのセルフカバー曲)」（鈴木康志との共同編曲）
- GARNET CROW「-Stay yoake ver.-」 STAY 〜夜明けのSoul〜初回限定版B（特典CD）に収録。
- Cup's「Give me your heart」
- KEY WEST CLUB「夢はマジョリカ・セニョリータ」
- 北原愛子「思い出にスクワレテモ」
- 倉木麻衣「明日へ架ける橋」「Time after time 〜花舞う街で〜 -theater ver.-」（ともに徳永暁人との共同編曲）「白い雪」
- こだまさおり「まひるの月」
- 小松未歩
  - 「My destination...」
  - 「あなたがいるから」
  - 「約束の海」
  - 「Love gone <versión : esta nevando>」（da-ja名義）
  - 「楽園」
  - 「Last Letter」
  - 「じゃあね それじゃあね」
  - 「涙のあとに」
- ZARD
  - 「眠れない夜を抱いて」（明石昌夫と共同編曲）
  - 「サヨナラ言えなくて」
  - 「愛は眠ってる」
  - 「汗の中でCRY」（小澤正澄と共同編曲）
  - 「Just for you」（明石昌夫と共同編曲）
  - 「気楽にいこう」
  - 「I'm in love」
  - 「こんなにそばに居るのに」（アルバム「forever you」収録バージョンのみ明石昌夫と共同編曲、シングル版は明石昌夫の単独編曲）
  - 「眠り」
  - 「目覚めた朝は…」
  - 「心を開いて」
  - 「DAN DAN 心魅かれてく」（F.O.Vバージョンは葉山たけし）
  - 「Today is another day」
  - 「My Baby Grand〜ぬくもりが欲しくて〜」
  - 「Love is Gone」
  - 「運命のルーレット廻して」（La PomPonのカバーも同様）
  - 「少女の頃に戻ったみたいに」
  - 「GOOD DAY」
  - 「もっと近くで君の横顔見ていたい」
  - 「永遠（What a beautiful moment Tour Opening Ver.）」
  - 「出逢いそして別れ」（TUBEの春畑道哉と共同編曲）
- 三枝夕夏 IN db
  - 「It's for you」
  - 「ひらり 夢一夜」
  - 「七つの海を渡る風のように -Ballad Version-」
- JEWELRY「白のファンタジー」
- 西城秀樹「もいちど」「ブーメランストレート」
- 高岡亜衣「光と風と君の中で」
- 高田純次&近藤房之助「夕焼けのParty」
- DALI「ムーンライト伝説」
- 坪倉唯子
  - 「ジュテーム」
  - 「冬の星座」
- T-BOLAN「Be Myself」（T-BOLANとの共同編曲)
- DEEN
  - 「素顔で笑っていたい」
  - 「君がいない夏」
  - 「夢であるように」
  - 「遠い空で」
  - 「君さえいれば」
  - DEEN Classics One WHITE Christmas time
『CHRISTMAS TIME〜morning light〜』
『CHRISTMAS TIME〜twilight breeze〜』
『CHRISTMAS TIME〜evening snow〜』
『Christmas time』（DEENとの共同編曲）
  - 「日曜日」
  - 「日曜日〜Ballads in Blue style〜」
  - 「もう一度･･･」
  - 「いつか僕の腕の中で」
  - 「さよならも言わないで〜Rain〜」
  - 「love me」
  - 「海の見える街〜Indigo days〜」
  - 「go with you」
  - 「ANOTHER LIFE（原曲：池森秀一）」（DEENとの共同編曲）
  - 「雨の六本木」
  - 「CIRCLE 〜あなたがいたからこそ〜」
- 西田エリ「BLUE 2」
- B'z
  - 「love me, I love you」（松本孝弘との共同編曲）
  - 「LOVE PHANTOM」（松本孝弘との共同編曲）
  - 「ミエナイチカラ 〜INVISIBLE ONE〜」（共同）
  - 「Calling」（松本孝弘・稲葉浩志・徳永暁人との共同編曲）
  - 「BANZAI」（共同）
  - 「OCEAN」（松本孝弘・稲葉浩志・徳永暁人との共同編曲）
  - 「ロンリースターズ」（共同）
  - 「SUPER LOVE SONG」（共同）
- ビジーフォー・スペシャル「身から出たサビしさ」
- BREAKERZ「Winter Bell」（共同）
- Mi-Ke
  - 「好きさ 好きさ 好きさ」
  - 「君にあいたい」
  - 「長い髪の少女」
  - 「あの時君は若かった」
  - 「BLUE MOONのように」
  - 「サーフィン・JAPAN」（M-Projectとの共同編曲）
  - 「悲しきテディ・ボーイ」（M-Projectとの共同編曲）
- MANISH「君の空になりたい」
- 美元智衣「おぼろ月」『アイの島』
- 森下由実子「恋と理屈」
- 柳原愛子「きっとふたり会えてよかった」「Don't let me down」
- 吉本新喜劇オールスターズ「空には星ありまんねん」
- Ryu「私がいなくなっても」「遅刻」「たいせつ」
- 蓮花「夢ヒラリ」
- WANDS
  - 「Secret Night -It's My Treat-」
  - 「錆びついたマシンガンで今を撃ち抜こう」
- RYOEI「ひらり」
- view（FIELD OF VIEWの前身）「あの時の中で僕らは」「迷わないで」
- FIELD OF VIEW「冬のバラード」など多数。（F.O.Vとの共同編曲も）
- TUBE「きっと　どこかで」「IN MY DREAM」（TUBEとの共同編曲)
- 井上晴美「いつだってJAPANESE」

### ストリングスアレンジ
- 上木彩矢「世界はそれでも変わりはしない」
- 栗林誠一郎「永遠をあずけてくれ」「I'm still in love」
- 高岡亜衣「こいはなび」
- B'z
  - 「ONE」
  - 「RING」
  - 「MVP」
- BREAKERZ「世界は踊る」（AKIHIDEと共同）

### ストリングス&ホーンアレンジ
- B'z「GOLD」

## レコーディング参加
- 岩田さゆり「壊れたピアノ」（シンセサイザー）
- 栗林誠一郎「Frosted Glass」（シンセサイザー・オペレーション）
- ZARDアルバム「TODAY IS ANOTHER DAY」（キーボード）、「少女の頃に戻ったみたいに」（エレキピアノ、アコースティックピアノ）
- ZYYG「Noizy Beat」「GYPSY DOLL」（キーボード）
- TUBEアルバム「Melodies&Memories」「Bravo!」（マニピュレーター）
- REV「君と秋風」「にじんだ瞳」（マニピュレーター）
- Riding「FIRST RIDING」（キーボード）
- B'z「YOU & I」(マニピュレーター)、「LOVE PHANTOM」(マニピュレーター)、「HOME」(シンセサイザー)、「ミエナイチカラ 〜INVISIBLE ONE〜」(マニピュレーター)

## 劇伴作曲

### テレビアニメ
- 地獄先生ぬ〜べ〜（1997年-1998年・テレビ朝日系）
- 名探偵コナン（1997年-1998年・読売テレビ発､日本テレビ系）
- PROJECT ARMS（2001年・テレビ東京系）
- パタパタ飛行船の冒険（2002年・WOWOW）
- 天使な小生意気（2002年-2003年・テレビ東京系）
- 最遊記RELOAD（2003年・テレビ東京系）
- ブラック・ジャック 命をめぐる４つの奇跡（2003年・読売テレビ発､日本テレビ系）
- 探偵学園Q（2003年-2004年・TBS系）
- モンキーターン，モンキーターンV（2004年-2005年・テレビ東京系）
- MÄR-メルヘヴン-（2005年-2007年・テレビ東京系）[1]
- 格闘美神武龍（2005年-2006年・テレビ東京系）
- ゴルゴ13（2008年-2009年・テレビ東京系）
- ヤング ブラック・ジャック（2015年・TBS系）

### 映画
- ULTRAMAN（2004年、小澤正澄・鎌田真吾と共同、松本孝弘監修）
- ウタヒメ 彼女たちのスモーク・オン・ザ・ウォーター（2012年、「優しい笑顔が届く日まで」を作曲）